# Tito Vinio
Tito Vinio (in latino Titus Vinius; 12 – Roma, 15 gennaio 69) è stato un politico e militare romano, tra gli uomini più potenti di Roma durante il principato dell'imperatore Galba.

## Biografia

### Giovinezza
Lo storico Plutarco raccolse un certo numero di storie della vita di Vinio, tutte, però, a suo discredito. Si raccontava che il giovane Vinio, nella sua prima campagna, portò la moglie del suo comandante di notte nel campo, travestito da soldato, e fece sesso con lei. Fu incarcerato per questo da Caligola, ma alla morte dell'imperatore, fu rilasciato.
Secondo Plutarco e Tacito, quando fu invitato a cena dall'imperatore Claudio rubò una tazza d'oro. Quando Claudio fu informato del fatto, lo invitò di nuovo a cena la sera successiva. Quando arrivò Vinio, Claudio fece mettere ai suoi servitori piatti di coccio davanti a Vinio, invece che d'argento. Tuttavia Tacito, che lo descrive altrove come "il più inutile degli uomini", ammette che come proconsole della Gallia Narbonense aveva amministrato la provincia con rigorosità.

### Console
Vinio fu comandante di una delle legioni dislocate in Spagna quando Galba era il governatore di quelle terre. Quando Galba fu proclamato imperatore nel 68, Vinio lo accompagnò a Roma, dove Galba lo nominò console. Vinio rapidamente acquisì grande influenza, tanto che si diceva che lui e altri due uomini, Cornelio Lacone, il comandante della guardia pretoriana, e Icelo Marciano, il liberto di Galba, controllassero praticamente l'imperatore: a causa della loro influenza su Galba i tre furono chiamati "I tre pedagoghi". Secondo Gaio Svetonio Tranquillo e Plutarco Vinio era estremamente avido, pronto a fare qualsiasi cosa in cambio di una tangente. In particolare protesse Gaio Ofonio Tigellino, che era accusato di avere corrotto Nerone, in cambio di una tangente di grandi dimensioni.

### Il supporto a Otone e la morte
Nei primi mesi del 69, Galba era di fronte alla necessità di designare un erede. Tito Vinio sostenne Otone, in cambio della promessa di questi di sposare la figlia di Vinio, Crispina. Galba, però, per una volta si rifiutò di seguire il consiglio di Vinio e scelse come suo erede Lucio Calpurnio Pisone Liciniano. Così, Otone convinse la Guardia Pretoriana a proclamarlo imperatore. A causa delle turbolenze politiche, Tito Vinio consigliò a Galba di rimanere nel palazzo e di armare gli schiavi. Invece, Lacone e Icelo consigliarono a Galba di uscire da palazzo e mostrarsi alla gente. Galba seguì quest'ultimo consiglio, e fu ucciso dai pretoriani. Vinio cercò di fuggire ma fu assassinato con una lancia.

## Fonti
- Publio Cornelio Tacito, Historiae, L. I